# EuroVelo 10

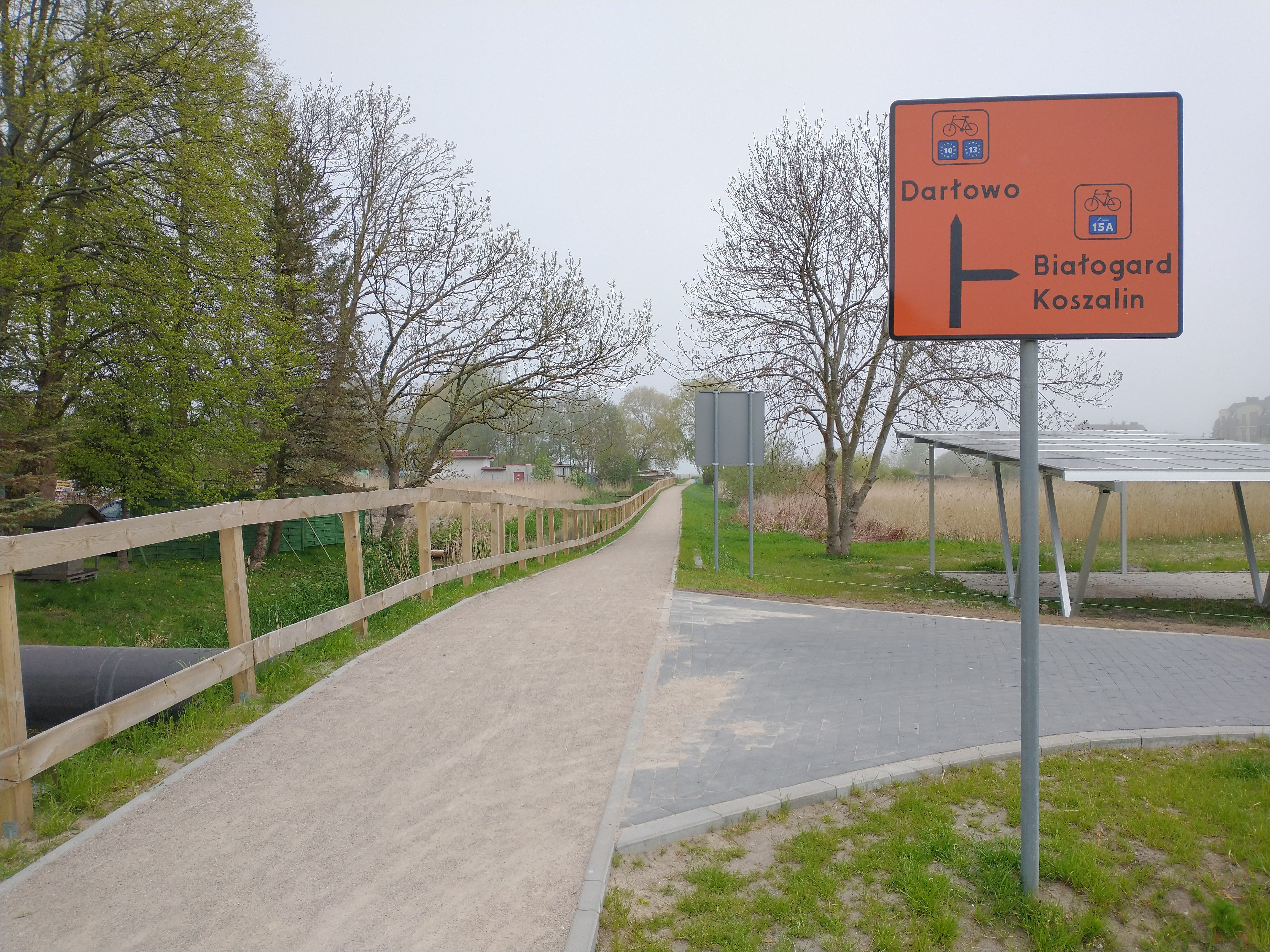
EV 10 w Mielnie

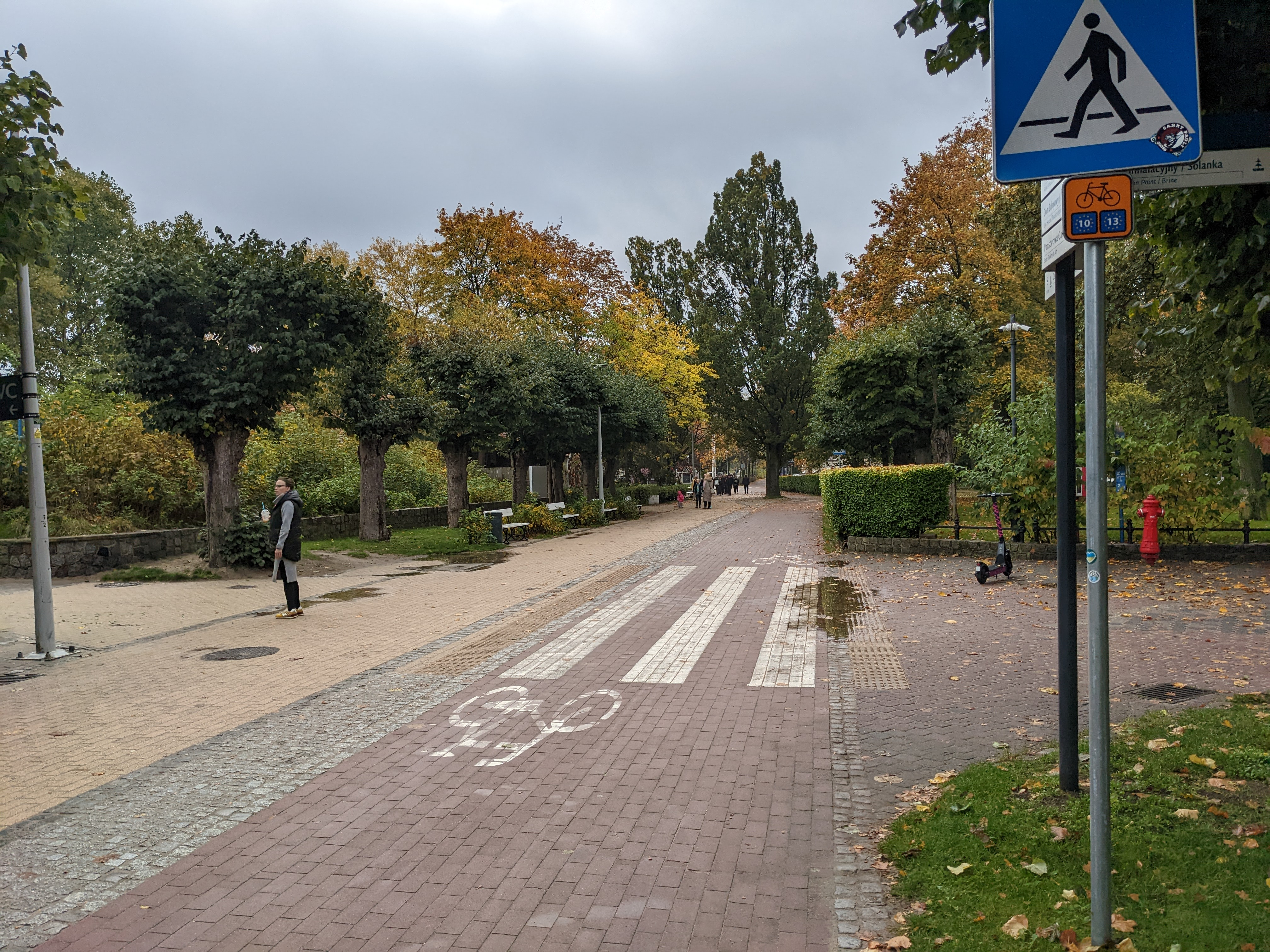
EV 10 w Sopocie

EuroVelo 10 – międzynarodowy okrężny szlak rowerowy sieci EuroVelo przebiegający dookoła basenu Morza Bałtyckiego o łącznej długości 8539 km. Polski odcinek szlaku o długości 588 km przebiega przez tereny województw: zachodniopomorskiego, pomorskiego i warmińsko-mazurskiego.

## Przebieg na terenie Polski
Świnoujście – Międzyzdroje – Dziwnów – Rewal – Kołobrzeg – Mielno – Darłowo – Jarosławiec – Ustka – Łeba – Władysławowo – Puck – Błądzikowo – Rzucewo – Gdynia – Sopot – Gdańsk – Elbląg – Frombork – Braniewo – Gronowo
Na polskim odcinku szlaku trwają prace w ramach projektu Interreg "Biking South Baltic" mające na celu modernizację istniejącej trasy i certyfikację do standardów EuroVelo.

## Przebieg poza granicami Polski
Królewiec – Kłajpeda – Liepaja – Ryga – Saaremaa – Tallinn – Narwa – Petersburg – Helsinki – Turku – Oulu – Sundsvall – Sztokholm – Gotlandia – Kalmar – Ystad – Bornholm – Malmö – Kopenhaga – Odense – Kilonia – Rugia – Rostock – Ahlbeck (Heringsdorf)
Najlepiej przygotowany i najbardziej zróżnicowany pod względem krajoznawczym jest odcinek szlaku przebiegający wzdłuż niemieckiego wybrzeża Morza Bałtyckiego.

## Ruch rowerowy
Na zachodniopomorskiej części trasy zamontowanych jest 6 czujników zliczających rowerzystów:
| Miejsce     | 2022     | 2023     |
| ----------- | -------- | -------- |
| Świnoujście | 795 tys. | 765 tys. |
| Kołczewo    | 54 tys.  | 63 tys.  |
| Rogowo      | 187 tys. | 186 tys. |
| Sarbinowo   | 200 tys. | 203 tys. |
| Mielno      |          | 81 tys.  |
| Darłowo     | 95 tys.  | 96 tys.  |